# فيكتور بوشارد
فيكتور بوشارد هو ملحن وعازف بيانو كندي، ولد في 11 أبريل 1926 في Sainte-Claire ‏ في كندا، وتوفي في 22 مارس 2011 في مدينة كيبك في كندا.

## وصلات خارجية
- فيكتور بوشارد على موقع ميوزك برينز (الإنجليزية)
- فيكتور بوشارد على موقع ديسكوغز (الإنجليزية)